# Lest We Forget: The Best Of
Lest We Forget: The Best Of – pierwsza oficjalna kompilacja najlepszych utworów zespołu Marilyn Manson, wydana 28 września 2004 roku. W celach promocyjnych albumu nagrano utwór „Personal Jesus”, który jest coverem utworu Depeche Mode pod tym samym tytułem.
Frontman zespołu nazwał Lest We Forget „albumem pożegnalnym”, jednakże po wydaniu kompilacji grupa wydała jeszcze cztery albumy studyjne.

## Lista utworów
1. „The Love Song” – 3:05
2. „Personal Jesus” (cover Depeche Mode) – 4:06
3. „mOBSCENE” – 3:26
4. „The Fight Song” – 2:57
5. „Tainted Love” (cover Glorii Jones) – 3:20
6. „The Dope Show” – 3:40
7. „This is the New Shit” – 4:20
8. „Disposable Teens” – 3:04
9. „Sweet Dreams (Are Made of This)” (cover Eurythmics) – 4:51
10. „Lunchbox” – 4:35
11. „Tourniquet” – 4:44
12. „Rock is Dead” – 3:09
13. „Get Your Gunn” – 3:18
14. „The Nobodies” – 3:35
15. „Long Hard Road Out of Hell” (Marilyn Manson & Sneaker Pimps) – 4:21
16. „The Beautiful People” – 3:42
17. „The Reflecting God” – 5:36
18. „(s)AINT” (międzynarodowy utwór bonusowy) – 3:45
19. „Irresponsible Hate Anthem” (brytyjski i japoński utwór bonusowy) - 4:17
20. „Coma White” (japoński utwór bonusowy) - 5:40

Bonusowa płyta wydania japońskiego:
1. „Next Motherfucker” (Remix) - 4:47
2. „The Not-So-Beautiful People” - 6:11
3. „The Horrible People” - 5:13
4. „Tourniquet” (Prosthetic Dance Mix) - 4:10
5. „I Don't Like the Drugs (But the Drugs Like Me)” (Danny Saber Remix) - 5:18
6. „Working Class Hero” (cover Johna Lennona) - 3:39
7. „The Fight Song” (Slipknot Remix) - 3:50
8. „mOBSCENE” (Sauerkraut Remix - Rammstein Mix) - 3:16

## Pozycje na listach
| Lista         | Kraj              | Pozycja |
| ------------- | ----------------- | ------- |
| Billboard 200 | Stany Zjednoczone | 9       |
| OLiS          | Polska            | 36      |